# Парламентские выборы в Японии (2021)
Парламентские выборы в Японии прошли 31 октября 2021 года. Голосование проходило во всех избирательных округах Японии, включая пропорциональные блоки, для назначения членов парламента в Палату представителей, нижнюю палату Парламента Японии. Поскольку кабинет министров должен уйти в отставку после всеобщих выборов в Палату представителей на первом поствыборном заседании, выборы в нижнюю палату также привели к новому назначению премьер-министра (которым остался действующий премьер-министр Фумио Кисида, так как возглавляемая им партия сохранила большинство мест в парламенте) и нового кабинета. Являются первыми всеобщими выборами в эпоху Рэйва.

## Предыстория
После выборов 2017 года «Либерально-демократическая партия» (ЛДП) продолжала занимать доминирующее положение, поскольку премьер-министр Синдзо Абэ привёл партию к третьей победе подряд. В то время как сильные результаты ЛДП, казалось, давали импульс давней цели Абэ по пересмотру антивоенной статьи 9 в Конституции. Однако перспектива пересмотра была сорвана из-за процедурных препятствий в парламенте со стороны оппозиционных партий и потери правящей коалицией большинства в две трети в Палате советников на выборах 2019 года.

### Отставка Синдзо Абэ и избрание Ёсихидэ Суги

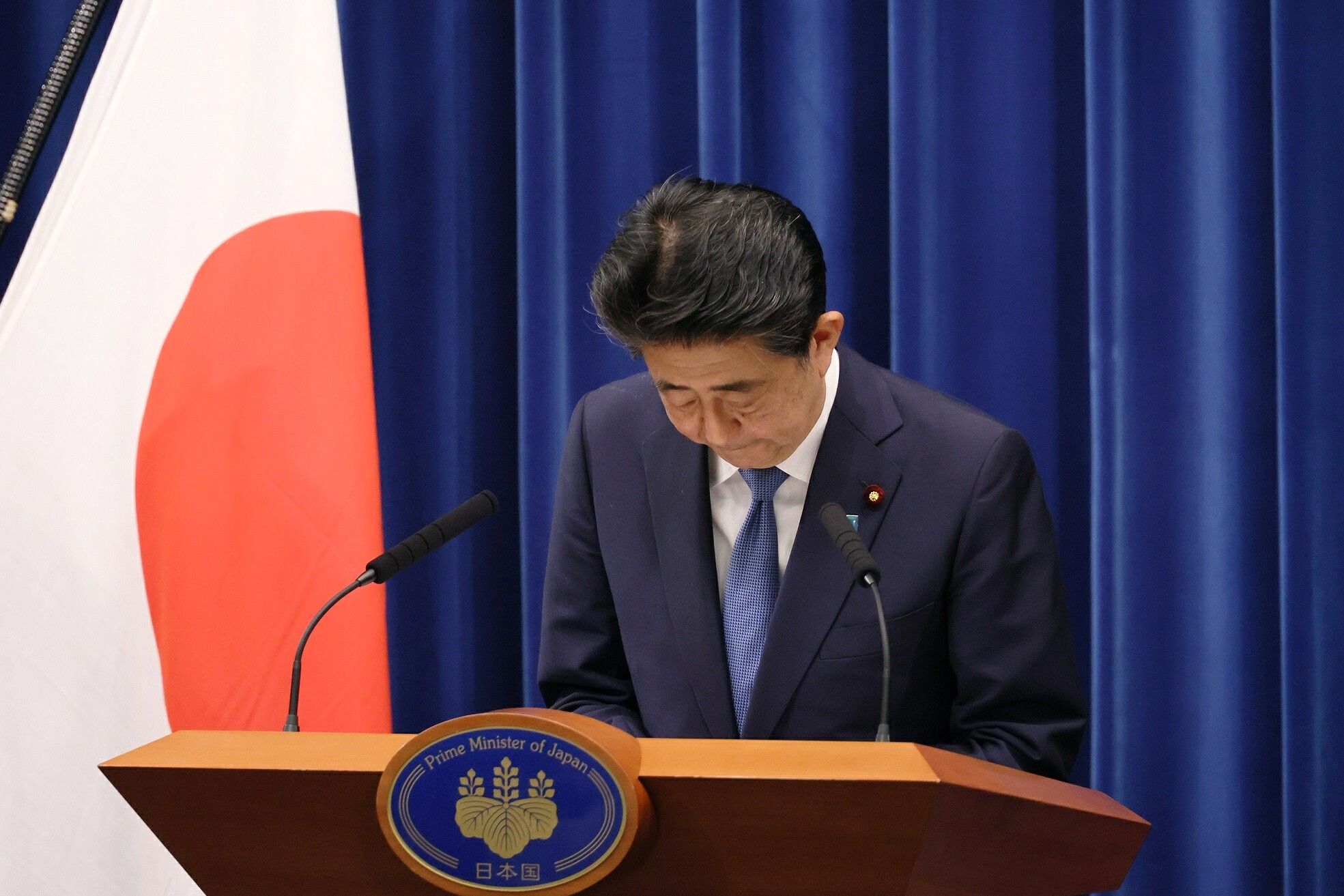
Премьер-министр Синдзо Абэ объявляет о своей отставке в августе 2020 года.

Рейтинги одобрения Абэ упали в 2018 году, поскольку в средствах массовой информации доминировали несколько скандалов с фаворитизмом, однако он всё же был переизбран лидером ЛДП в сентябре 2018 года, а 19 ноября 2019 года вновь стал премьер-министром Японии. Это стало самым длительным сроком пребывания на посту и самым продолжительным сроком полномочий подряд. Однако Абэ шокировал наблюдателей, когда 28 августа 2020 года объявил, что уходит с поста премьер-министра из-за внезапного возобновления у него язвенного колита. Главный секретарь кабинета министров Ёсихидэ Суга был избран следующим председателем ЛДП в сентябре 2020 года и через несколько дней сменил Абэ на посту премьер-министра.

### Объединение оппозиционных партий
Между тем, многие оппозиционные партии Японии оставались раздробленными и разобщенными. «Конституционно-демократическая партия» (КДП), стремящаяся утвердиться в качестве основной левоцентристской оппозиционной партии против ЛДП, в конце 2020 года объединилась с большинством из «Демократической партии народа» и «Социал-демократической партии», а также с несколькими независимыми законодателями. «Партия надежды» губернатора Токио Юрико Коикэ была распущена в мае 2018 года после слияния с «Демократической партией» и образования «Демократической партии для народа», а сама Коикэ была переизбрана мэром с большим перевесом голосов в 2020 году как независимый кандидат. В 2019 году также была создана левая популистская партия «Рэйва Синсэнгуми», основанная бывшим актёром Таро Ямамото, чья центральная политическая позиция — отмена налога на потребление.

### Падение популярности Суги и провал его кабинета
Несмотря на то, что вступающий в должность премьер-министра Суга был относительно популярен, рейтинги его одобрения постепенно ухудшались из-за недовольства общественности его действиями в связи с пандемией COVID-19, включая медленное внедрение вакцины в Японии по сравнению с остальным развитым миром, а также его руководство отложенными Олимпийскими играми в Токио-2020. ЛДП проиграла трое дополнительных выборов в парламент в апреле 2021 года, а также не смогла получить абсолютное большинство на выборах в Токийскую столичную ассамблею в июле, несмотря на то, что заняла первое место. Аналитики объяснили убытки низким рейтингом Суги.

### Летние Олимпийские игры 2020 года в Токио и всплеск COVID-19
Когда Олимпийские игры в конечном итоге состоялись в июле-августе 2021 года, общественные настроения возросли, поскольку японские спортсмены завоевали рекордное количество олимпийских медалей. Однако это не привело к повышению личных рейтингов Суги, поскольку событие совпало с введением чрезвычайного положения, в то время как число случаев заболеваний COVID-19 в Японии продолжало расти. К моменту окончания Олимпийских игр в Токио в стране было зарегистрировано более миллиона случаев заболевания. Согласно опросу Asahi Shimbun, проведенному в конце Олимпийских игр, рейтинг одобрения кабинета министров упал до рекордно низкого уровня в 28%, хотя 56% населения согласились с тем, что проведение Олимпийских игр было правильным решением, что означает обеспокоенность по поводу неспособность правительства справиться с пандемией COVID-19.
Хотя Суга заявил, что нет никаких доказательств того, что Олимпийские игры способствовали росту числа ежедневных случаев заболевания в Токио и других частях Японии, эксперты, в том числе главный медицинский советник правительства, считают, что Игры подорвали распространение официальной информации о правилах борьбы с вирусами и усыпили бдительность людей.

### Выборы руководства ЛДП в 2021 году и отставка Суги

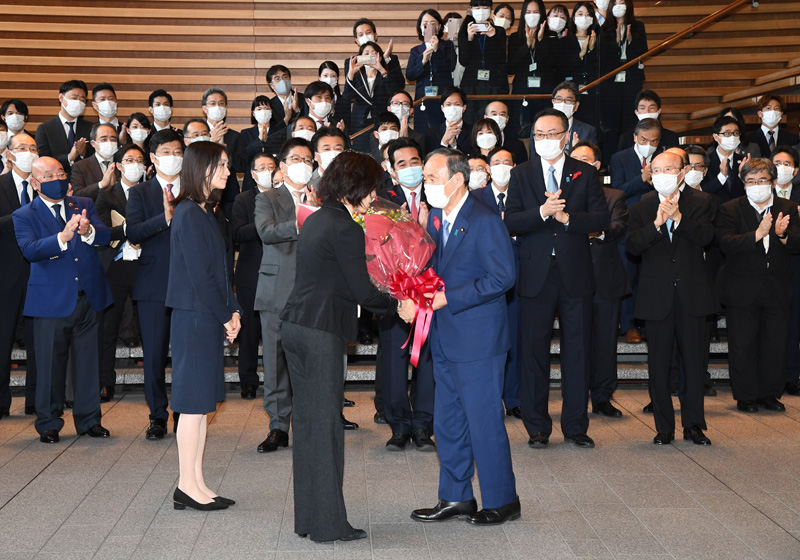
Суга уходит в отставку в октябре 2021 года.

После Олимпийских игр возникли слухи, что несколько законодателей ЛДП, такие как бывшие министры Санаэ Такаити, Сейко Нода, кандидат в председатели партии 2020 года Фумио Кисида и руководитель партийной политики Хакубун Симомура готовились баллотироваться на пост нового председателя партии. Поражение кандидата Хачиро Оконоги, соратника Суги, на выборах мэра Иокогамы 22 августа усилило давление на премьер-министра, а также спекуляции о его политическом будущем.
3 сентября Суга объявил, что он не будет баллотироваться на переизбрание в руководители ЛДП, сославшись на низкие рейтинги одобрения. 29 сентября бывший министр иностранных дел и кандидат от центристов Фумио Кисида победил трёх других кандидатов и стал новым лидером ЛДП. Он был избран Сеймом 100-м премьер-министром Японии 4 октября.

### Оппозиция формирует общую политическую платформу
8 сентября «Конституционно-демократическая партия» (КДП), «Социал-демократическая партия» (СДП), «Коммунистическая партия Японии» (КПЯ) и «Рэйва Синсэнгуми» сформировали совместную политическую платформу и гражданскую коалицию против ЛДП для предстоящих выборов. Платформа охватывала шесть направлений: конституционализм, меры по борьбе с пандемией коронавируса, сокращение экономического неравенства, переход к декарбонизированному обществу, гендерное равенство и прозрачность правительства. Программа включала в себя:
- Оппозиция пересмотру конституции, предложенному ЛДП, который расширит полномочия правительства;
- Снижение ставки налога на потребление и увеличение налоговой нагрузки на богатых;
- Закрытие атомных электростанций и противодействие запланированным предложениям по комплексному развитию курортов и казино;
- Новые расследования серии политических скандалов с участием ЛДП, включая скандалы с бывшими премьер-министрами Синдзо Абэ и Ёсихидэ Сугой[30].

В рамках соглашения члены четырёх вовлеченных партий отказались от участия в выборах в нескольких одномандатных округах, чтобы избежать разделения голосов. «Коммунистическая партия Японии отозвала 22 кандидата, при этом от неё баллотировалось всего 106 кандидатов. Это число было самым низким количеством кандидатов, выдвинутых КПЯ со времени первых выборов после избирательной реформы в Японии в 1996 году. Таро Ямамото из «Рэйва Синсэнгуми» отказался от участия в предвыборной гонке в одномандатном 8-м округе Токио в пользу Харуми Ёсиды из КДП, решив вместо этого баллотироваться в Токийском ПР-блоке. Партия «Рэйва Синсэнгуми» отозвала 7 кандидатов, чтобы избежать раскола голосов среди оппозиции, что составило 40% от запланированного списка кандидатов.

### Формирование «Первой ассоциации столичных граждан»
4 октября базирующаяся в Токио региональная политическая партия «Первая ассоциация столичных граждан» объявила о создании новой национальной партии под названием «Первое собрание». Партия заявила, что планирует выставить кандидатов по одномандатным округам в Токио, и заявила, что, хотя нынешний губернатор Токио Юрико Коикэ не будет баллотироваться, она будет сотрудничать с партией. Во главе «Первого собрания» встала Чихару Араки, член Токийской столичной ассамблеи, которая также является лидером «Первой ассоциации столичных граждан».
Однако 15 октября партия заявила, что не будет выдвигать никаких кандидатов на выборы и вместо этого сосредоточится на следующих выборах. Аналитики полагали, что перенос Кисидой выборов дал мало времени для набора кандидатов, что привело к решению не участвовать в этих выборах.

## Результаты
|                                                             |                                                                                 |                      |                      |                      |                          |                          |                          |            |           |
| Партия                                                      | Партия                                                                          | По партийным спискам | По партийным спискам | По партийным спискам | По одномандатным округам | По одномандатным округам | По одномандатным округам | Всего мест | Изменение |
| Партия                                                      | Партия                                                                          | Голосов              | %                    | Мест                 | Голосов                  | %                        | Мест                     | Всего мест | Изменение |
|                                                             | Либерально-демократическая партия                                               | 19 914 883           | 34,66                | 72                   | 27 626 235               | 48,08                    | 187                      | 259        | ▼25       |
|                                                             | Конституционно-демократическая партия                                           | 11 492 095           | 20,00                | 39                   | 17 215 621               | 29,96                    | 57                       | 96         | ▲41       |
|                                                             | Партия инноваций Японии                                                         | 8 050 830            | 14,01                | 25                   | 4 802 793                | 8,36                     | 16                       | 41         | ▲30       |
|                                                             | Комэйто                                                                         | 7 114 282            | 12,38                | 23                   | 872 931                  | 1,52                     | 9                        | 32         | ▲3        |
|                                                             | Коммунистическая партия Японии                                                  | 4 166 076            | 7,25                 | 9                    | 2 639 631                | 4,59                     | 1                        | 10         | ▼1        |
|                                                             | Демократическая партия для народа                                               | 2 593 396            | 4,51                 | 5                    | 1 246 812                | 2,17                     | 6                        | 11         | новая     |
|                                                             | Рэйва Синсэнгуми                                                                | 2 215 648            | 3,86                 | 3                    | 248 280                  | 0,43                     | 0                        | 3          | новая     |
|                                                             | Социал-демократическая партия                                                   | 1 018 588            | 1,77                 | 0                    | 313 193                  | 0,55                     | 1                        | 1          | ▼1        |
|                                                             | Партия NHK                                                                      | 796 788              | 1,39                 | 0                    | 150 542                  | 0,26                     | 0                        | 0          | новая     |
|                                                             | Никакой партийной поддержки                                                     | 46 142               | 0,08                 | 0                    |                          |                          |                          | 0          | 0         |
|                                                             | Япония превыше всего                                                            | 33 661               | 0,06                 | 0                    | 9 449                    | 0,02                     | 0                        | 0          | новая     |
|                                                             | Новая партия усилит меры противодействия коронавирусу путём смены правительства | 6 620                | 0,01                 | 0                    |                          |                          | 0                        | 0          | новая     |
|                                                             | Консервативная партия                                                           |                      |                      |                      | 29 306                   | 0,05                     | 0                        | 0          | новая     |
|                                                             | Любите нашу землю                                                               |                      |                      |                      | 5 350                    | 0,01                     | 0                        | 0          | новая     |
|                                                             | Партия японских рабочих за ликвидацию монархии                                  |                      |                      |                      | 4 552                    | 0,01                     | 0                        | 0          | 0         |
|                                                             | Партия реформистского будущего                                                  |                      |                      |                      | 3 698                    | 0,01                     | 0                        | 0          | новая     |
|                                                             | Партия обновления                                                               |                      |                      |                      | 2 750                    | 0,00                     | 0                        | 0          | новая     |
|                                                             | Партия за успешную Японию                                                       |                      |                      |                      | 1 630                    | 0,00                     | 0                        | 0          | новая     |
|                                                             | Независимые кандидаты                                                           |                      |                      |                      | 2 269 168                | 3,95                     | 12                       | 12         | ▼10       |
| Всего                                                       | Всего                                                                           | 57 465 979           | 100                  | 176                  | 57 457 032               | 100                      | 289                      | 465        | 0         |
| Общая информация                                            |                                                                                 |                      |                      |                      |                          |                          |                          |            |           |
| Действительные бюллетени                                    | Действительные бюллетени                                                        | 57 465 979           | 97,58                |                      | 57 457 032               | 97,55                    |                          |            |           |
| Пустые и недействительные                                   | Пустые и недействительные                                                       | 1 425 366            | 2,42                 |                      | 1 443 227                | 2,45                     |                          |            |           |
| Всего                                                       | Всего                                                                           | 58 891 345           | 100                  |                      | 58 900 259               | 100                      |                          |            |           |
| Зарегистрировано избирателей/явка                           | Зарегистрировано избирателей/явка                                               | 105 224 103          | 55,97                |                      | 105 224 103              | 55,98                    |                          |            |           |
| Источник: Министерство внутренних дел и коммуникаций Японии |                                                                                 |                      |                      |                      |                          |                          |                          |            |           |